# Camille Ayglon-Saurina
Camille Ayglon-Saurina, ogift Ayglon, född 21 maj 1985, är en fransk tidigare handbollsspelare (högernia).

## Klubblagskarriär
Ayglon började sin karriär i HBC Nîmes men gick till Metz HB inför säsongen 2008–2009. Där vann hon sin första titel i Frankrike. 2010 utsågs hon till bästa högerback i franska ligan. Efter två säsonger i Metz i Moselle återvände hon 2010–2011 till sin tidigare klubb HBC Nîmes. Precis som under föregående säsong röstades hon fram till den bästa högerbacken i mästerskapet 2011. Hon spelade kvar i klubben till 2016, då den gick i konkurs, utan att vinna några titlar med klubben. Den 24 september 2013 födde hon sitt första barn. Graviditeten gjorde att hon inte kunde delta i VM 2013. Hennes comeback i Nimes i januari 2014 med en seger mot Le Havre ledde till en diskning av formella skäl och klubben förlorade då med 0-20 istället. Efter HBC Nîmes konkurs våren 2016 skrev hon på för CSM Bukarest i Rumänien säsongen 2016–2017. Det var hennes första utländska klubb. Hon spelade i klubben till 2018 och vann rumänska mästerskapet och rumänska cupen. Två gånger nådde hon semifinalen i Champions League man vann inte. 2018 valde hon att återvända till Frankrike genom att skriva på för Nantes Atlantique. Där fick hon sin man Guillaume Saurina som assisterande tränare. I maj 2021, efter att ha vunnit EHF European League, med Nantes bestämde hon sig för att avsluta sin karriär vid 36 års ålder.

## Landslagskarriär
Camille Ayglon-Saurina debuterade i franska A-landslaget i mars 2007 mot  Kina. Hon spelade sedan i mästerskapen från VM 2007 till EM 2018, men missade 2013 mästerskapet på grund av graviditet. Hon deltog under åren i tre OS, 2008, 2012 och 2016. 2017 tog hon sin första mästerskapstitel då Frankrike vann guldmedaljen i VM. Året efter avslutade hon landslagskarriären med att vinna EM-guld på hemmaplan då Frankrike besegrade Ryssland i finalen. Åren 2007 till 2019 spelade hon 270 landskamper och stod för 550 mål.

## Klubbmeriter
- vinnare av EHF European League 2021 med Nantes
- Mästare i Frankrike 2009 och 2010 med Metz HB
- Mästare i Rumänien 2017 och 2018 med CSM Bukarest